# Alcides (geslacht)
Alcides is een geslacht van vlinders uit de familie van de Uraniidae (Uraniavlinders) uit het noorden van Australië, Nieuw-Guinea en andere eilanden in de regio.

## Soorten
- Alcides agathyrsus - Kirsch, 1877
- Alcides metaurus - Hopffer, 1856
- Alcides orontes - (Linnaeus, 1763)
- Alcides aurora
- Alcides cydnus - Felder, 1859
- Alcides latona - Druce, 1888